# Wagner Alajos
Dr. Wagner Alajos (Alsómecenzéf, 1852. március 20. – Makó, 1925. december 6.) bölcseleti doktor, főgimnáziumi igazgató és címzetes főigazgató.

## Életpályája
Szülei: Wágner Mihály és Schmidt Teréz voltak. Egyetemi tanulmányainak befejezése után két évig tanársegéd volt a kolozsvári egyetemen; 1875-ben tett tanári vizsgát a matematikából és természettanból. 1875. szeptemberében a besztercebányai katolikus főgimnázium rendes tanárának nevezték ki. 1883. augusztus 19-én a budapesti VII. kerületi főgimnáziumhoz, innét pedig a gyakorló gimnáziumhoz helyezték át. 1897-ben a budapesti V. kerületi állami főgimnáziumhoz igazgatónak nevezték ki. 1910-től hosszabb szabadságon volt.
Cikkei a Jelentés a kolozsvári egyetem természettani intézetének állapotáról c. műben (1875. A tangensboussol állandójának meghatározása, A galvanikus elemek állandói); a kolozsvári orvos-természettudományi társulat Értesítőjében (1878. A törésmutatók meghatározásáról); a besztercebányai királyi katolikus főgymnasium Értesítőjében (1882. Történeti adatok a meleg mechanikai aequivalenséhez); a Tanáregyleti Közlönyben (XXVI. Tárgyi körökről. XXVII. A mozgás második törvénye, birálatok és könyvismertetések 1885-1890.).

## Munkái
- A gyakorlati természettan vezérfonala. Kohlrausch után ford. Bpest, 1877. (Abt Antallal.)
- Fodor Lászlóval: Rajzoló stereometria a középiskolák alsó osztályai számára. Bpest, 1880. 360 ábrával. (2. kiadás 1881., 3. k. 1889., 4. k. 1892., 5. k. 1896., 6. k. 1903., 7. k. 1907. Bpest.)
- Rajzoló planimetria a középiskolák I. oszt. számára. Bpest, 1881. 128 ábrával és táblával. (2. kiadás 1883., 3. k. 1886., 4. k. 1888., 5 k. 1891., 6. k. 1894., 7. teljesen átdolg. k. 1900., 8. k. 1912. Bpest).
- Fodor Lászlóval: Constructiv planimetria, a középiskolák III. és IV. oszt. számára. 291 ábrával. Bpest, 1881. (2. kiadás 1885., 3. k. 1888., 4, k. 1890., 5. k. 1893.. 6. és 7. k. 1901., 8. k. 1906. Bpest. Az utóbbi három munkát Fodor-Mayerhoffer Lászlóval együtt adták ki.)
- Physika a középiskolák VII. és VIII. oszt. számára. Bpest, 1888. (II. rész. 4. kiadás., Bpest, 1909.)
- Geometria a középiskolák felső osztályai számára. 5. kiadás. Bpest, 1893. (A Mocnik-Klamarik-féle Geometria alapján. 7. kiadás 1903., 8. k. 1908. Bpest.)
- Algebra a középiskolák felső osztályai számára. 7. kiadás. Bpest, 1896. (A Mocnik-Klamarik-féle algebra alapján írta. 8. kiadás. 1899., 9. k. 1903. Bpest.)